# Christoph Gottlieb Schröter
Christoph Gottlieb Schröter (Hohenstein-Ernstthal, 10 de agosto de 1699-Nordhausen, 20 de mayo de 1782) fue un compositor y organista alemán, mejor conocido por sus contribuciones al piano tangente, que inventó en 1717 un instrumento de teclado cuyas cuerdas no eran punteadas, sino golpeadas con martillos.

## Biografía
Nacido en Hohenstein-Ernstthal, Schröter mostró sus habilidades musicales como niño de coro en la Orquesta Estatal Sajona de Dresde, convirtiéndose en alumno de Johann Christoph Schmidt. En 1717, a la edad de 18 años, ingresó en la Kreuzschule de Dresde y estudió teología. Mientras estudiaba murió su madre, por lo que volvió a la Staatskapelle para estudiar música y fue recomendado como amanuense del compositor Antonio Lotti, lo que para él fue un gran honor.
Más tarde, Schröter trabajó como secretario y asociado musical de un hombre desconocido, con quien viajaría por Alemania, Países Bajos e Inglaterra. Schröter se establecería más tarde en 1724 en Jena, donde impartiría conferencias abiertas sobre teoría musical en la Universidad de Jena. En 1726 se convirtió en organista en la iglesia de St. Martini en Minden; Ernst Ludwig Gerber lo llamó «uno de los organistas más valientes de nuestro tiempo». Residiría en Minden hasta 1732 cuando viajó a Nordhausen, donde continuaría siendo organista de la Iglesia de San Nicolás hasta su muerte en 1782.

## Literatura
- Deutliche Anweisung zum Generalbaß (1772)[5]
- Lezte Beschäftigung mit musicalischen Dingen (1782)[6]